# Vao (Côte d'Ivoire)
Pour les articles homonymes, voir Vao.
Vao est une localité de l'ouest de la Côte d'Ivoire et appartenant au département de Vavoua, dans la Région du Haut-Sassandra. La localité de Vao est un chef-lieu de commune.